# Premier Division (1976/1977)
Premier Division (1976/1977) – był to 80. sezon szkockiej pierwszej klasy rozgrywkowej w piłce nożnej. Sezon rozpoczął się 4 września 1976, a zakończył się 10 maja 1977. Brało w niej udział 10 zespołów, które grały ze sobą systemem „każdy z każdym”. Tytułu mistrzowskiego nie obronił Rangers. Nowym mistrzem Szkocji został Celtic, dla którego był to 30. tytuł mistrzowski w historii klubu. Tytuł króla strzelców zdobył Willie Pettigrew, który strzelił 21 bramek.

## Zasady rozgrywek
W rozgrywkach brało udział 10 drużyn, walczących o tytuł mistrza Szkocji w piłce nożnej. Każda z drużyn rozegrała po 4 mecze ze wszystkimi przeciwnikami (razem 36 spotkań).

## Drużyny
| Uczestnicy poprzedniej edycji                                                                                 | Uczestnicy poprzedniej edycji | Uczestnicy poprzedniej edycji | Uczestnicy poprzedniej edycji |
| --- | ----------------------------- | ----------------------------- | ----------------------------- |
| RAN | Rangers                       | 1                             |                               |
| CEL | Celtic                        | 2                             |                               |
| HIB | Hibernian                     | 3                             |                               |
| MTH | Motherwell                    | 4                             |                               |
| HRT | Heart of Midlothian           | 5                             |                               |
| AYR | Ayr United                    | 6                             |                               |
| ABR | Aberdeen                      | 7                             |                               |
| DNU | Dundee United                 | 8                             |                               |
| Awans z Scottish First Division 1975/1976                                                                     |                               |                               |                               |
| PAR | Partick Thistle               | 1                             |                               |
| KIL | Kilmarnock                    | 2                             |                               |
| Oznaczenia: - kolumna pierwsza – skróty nazw drużyn, - kolumna trzecia – miejsce zajęte w poprzednim sezonie. |                               |                               |                               |

## Stadiony
| Miasto     | Stadion             | Klub                | Pojemność |
| ---------- | ------------------- | ------------------- | --------- |
| Aberdeen   | Pittodrie Stadium   | Aberdeen            | 20 866    |
| Ayr        | Somerset Park       | Ayr United          | 10 185    |
| Dundee     | Tannadice Park      | Dundee United       | 14 223    |
| Edynburg   | Tynecastle Stadium  | Heart of Midlothian | 20 099    |
| Edynburg   | Easter Road Stadium | Hibernian           | 20 421    |
| Glasgow    | Celtic Park         | Celtic              | 80 000    |
| Glasgow    | Firhill Stadium     | Partick Thistle     | 10 102    |
| Glasgow    | Ibrox Stadium       | Rangers             | 80 000    |
| Kilmarnock | Rugby Park          | Kilmarnock          | 17 889    |
| Motherwell | Fir Park            | Motherwell          | 13 677    |

## Tabela końcowa
| Lp. | Drużyna                 | M  | Z  | R  | P  | Bramki | Bramki | Różn. | Pkt | Uwagi                          |
| --- | ----------------------- | -- | -- | -- | -- | ------ | ------ | ----- | --- | ------------------------------ |
| 1   | Celtic (M, P)           | 36 | 23 | 9  | 4  | 79     | 39     | +40   | 55  | Puchar Europy • 1R             |
| 2   | Rangers                 | 36 | 18 | 10 | 8  | 62     | 37     | +25   | 46  | Puchar Zdobywców Pucharów • 1R |
| 3   | Aberdeen                | 36 | 16 | 11 | 9  | 56     | 42     | +14   | 43  | Puchar UEFA • 1R               |
| 4   | Dundee United           | 36 | 16 | 9  | 11 | 54     | 45     | +9    | 41  | Puchar UEFA • 1R               |
| 5   | Partick Thistle         | 36 | 11 | 13 | 12 | 40     | 44     | −4    | 35  |                                |
| 6   | Hibernian               | 36 | 8  | 18 | 10 | 34     | 35     | −1    | 34  |                                |
| 7   | Motherwell              | 36 | 10 | 12 | 14 | 57     | 60     | −3    | 32  |                                |
| 8   | Ayr United              | 36 | 11 | 8  | 17 | 44     | 68     | −24   | 30  |                                |
| 9   | Heart of Midlothian (S) | 36 | 7  | 13 | 16 | 49     | 66     | −17   | 27  | Spadek do First Division       |
| 10  | Kilmarnock (S)          | 36 | 4  | 9  | 23 | 32     | 71     | −39   | 17  | Spadek do First Division       |

## Wyniki spotkań

### Mecze 1–18
| Gospodarz \ Gość    | ABR | AYR | CEL | DNU | HRT | HIB | KIL | MTH | PAR | RAN |
| Aberdeen            |     | 0:2 | 2:0 | 0:1 | 4:1 | 0:0 | 2:0 | 2:1 | 0:2 | 2:1 |
| Ayr United          | 0:0 |     | 2:4 | 1:4 | 1:1 | 1:2 | 1:1 | 3:2 | 1:1 | 0:2 |
| Celtic              | 4:1 | 2:0 |     | 2:0 | 5:1 | 4:2 | 1:0 | 2:2 | 2:1 | 1:0 |
| Dundee United       | 2:3 | 0:1 | 1:2 |     | 1:2 | 1:0 | 4:0 | 1:1 | 0:0 | 0:1 |
| Heart of Midlothian | 1:1 | 1:2 | 0:3 | 1:1 |     | 2:2 | 4:0 | 3:2 | 1:0 | 1:3 |
| Hibernian           | 0:0 | 2:0 | 0:1 | 0:0 | 3:1 |     | 0:0 | 1:2 | 1:1 | 0:0 |
| Kilmarnock          | 1:2 | 0:1 | 1:3 | 1:2 | 2:2 | 0:1 |     | 2:2 | 1:3 | 1:0 |
| Motherwell          | 1:3 | 2:4 | 2:2 | 1:1 | 2:1 | 1:1 | 2:0 |     | 1:1 | 0:2 |
| Partick Thistle     | 2:1 | 0:1 | 1:1 | 0:0 | 2:0 | 1:0 | 3:1 | 0:0 |     | 4:3 |
| Rangers             | 1:0 | 5:1 | 2:2 | 2:3 | 3:2 | 2:1 | 3:0 | 4:1 | 2:1 |     |

Źródło: SPFL.co.uk
Objaśnienia:
1Drużyna gospodarzy jest wymieniona po lewej stronie tabeli.
Kolory: zielony – zwycięstwo gospodarzy, żółty – remis, różowy – zwycięstwo gości.

### Mecze 19–36
| Gospodarz \ Gość    | ABR | AYR | CEL | DNU | HRT | HIB | KIL | MTH | PAR | RAN |
| Aberdeen            |     | 1:0 | 2:1 | 3:2 | 2:2 | 1:0 | 2:0 | 3:1 | 1:1 | 3:3 |
| Ayr United          | 0:5 |     | 0:2 | 1:4 | 0:1 | 2:3 | 3:1 | 4:1 | 2:1 | 1:1 |
| Celtic              | 2:2 | 3:0 |     | 5:1 | 2:2 | 1:1 | 2:1 | 2:0 | 2:0 | 2:2 |
| Dundee United       | 3:2 | 2:2 | 1:0 |     | 1:1 | 2:1 | 3:0 | 2:0 | 2:1 | 0:0 |
| Heart of Midlothian | 2:1 | 2:2 | 3:4 | 1:2 |     | 0:1 | 2:2 | 2:1 | 0:0 | 0:1 |
| Hibernian           | 0:0 | 1:0 | 1:1 | 1:2 | 1:1 |     | 2:0 | 0:2 | 0:0 | 1:1 |
| Kilmarnock          | 1:2 | 6:1 | 0:4 | 1:0 | 2:1 | 1:1 |     | 1:1 | 0:0 | 0:4 |
| Motherwell          | 1:1 | 4:1 | 3:0 | 4:0 | 1:1 | 2:2 | 5:4 |     | 3:0 | 3:1 |
| Partick Thistle     | 2:2 | 0:2 | 2:4 | 1:5 | 2:1 | 1:1 | 2:1 | 2:0 |     | 2:1 |
| Rangers             | 1:0 | 1:1 | 0:1 | 3:0 | 4:2 | 1:1 | 0:0 | 1:0 | 1:0 |     |

Źródło: SPFL.co.uk
Objaśnienia:
1Drużyna gospodarzy jest wymieniona po lewej stronie tabeli.
Kolory: zielony – zwycięstwo gospodarzy, żółty – remis, różowy – zwycięstwo gości.

## Tabela strzelców
| Zawodnik         | Bramki | Drużyna    |
| ---------------- | ------ | ---------- |
| Willie Pettigrew | 21     | Motherwell |
| Ronnie Glavin    | 19     | Celtic     |
| Joe Harper       | 18     | Aberdeen   |
| Derek Parlane    | 16     | Rangers    |
| Joe Craig        | 16     | Celtic     |
| Walker McCall    | 16     | Ayr United |